# Ludovic Magnin
Ludovic Magnin [ˈlydɔvik ˈmaɲɛ̃] (* 20. April 1979 in Lausanne) ist ein ehemaliger Schweizer Fussballspieler und nunmehriger -trainer.
Er nahm mit der Schweizer Fussballnationalmannschaft an den Europameisterschaften 2004 und 2008 sowie an den Weltmeisterschaften 2006 und 2010 teil und wurde mit Werder Bremen 2004 und mit dem VfB Stuttgart 2007 Deutscher Meister.

## Spielerkarriere
Magnin spielte auf der linken Seite, wo er sowohl in der Abwehr als linker Verteidiger einer Viererkette als auch im Mittelfeld eingesetzt wurde.

### Vereine
Von 1987 bis 1996 spielte er in Echallens. Nach einem kurzen Abstecher zu den Junioren von Lausanne-Sports wechselte er im Sommer 1997 zu Yverdon-Sport in die zweithöchste Spielklasse der Schweiz, die heutige Challenge League. In Yverdon avancierte er zum Stammspieler und absolvierte 61 Spiele in zwei Spielzeiten. Nach der Saison 1998/99 stieg Yverdon in die höchste Spielklasse auf, die heutige Super League. Auch dort war Magnin unumstrittener Stammspieler, spielte in 35 von 36 Spielen mit und erzielte dabei zwei Tore.
Aufgrund seiner starken Leistungen weckte Magnin das Interesse des ambitionierten AC Lugano. Mit Lugano spielte er eineinhalb Spielzeiten in der obersten Spielklasse, dabei absolvierte er 46 Spiele und schoss ein Tor. Im Winter 2001/02 wechselte er in die Deutsche Bundesliga zu Werder Bremen für eine Ablösesumme von ungefähr 1 Million Schweizer Franken. In den ersten drei Spielzeiten kam er jedoch nur 20-mal zum Einsatz und erzielte dabei ein Tor. Vor allem in seiner dritten Saison (2003/04) verfolgte ihn das Verletzungspech. Während seine Mannschaft Deutscher Meister und Pokalsieger wurde, brach sich Magnin das Jochbein, hatte mehrere Muskelfaserrisse und weitere Verletzungen. Auf die Saison 2005/2006 wechselte Magnin zum VfB Stuttgart. Mit dem VfB wurde er 2007 als Stammspieler erneut Deutscher Meister. Am 4. Februar 2008 unterzeichnete Magnin beim VfB einen neuen Vertrag, der bis Ende Juni 2010 datiert war.
Im Januar 2010, ein halbes Jahr vor Ablauf seines Vertrags in Stuttgart, wechselte Magnin zum FC Zürich, wo er einen 3½-Jahres-Vertrag mit gegenseitiger Verlängerungsoption unterschrieb. Am 27. August 2012 beendete er wegen körperlicher Beschwerden seine aktive Karriere und gab bekannt, dass er eine Funktion als Assistenztrainer im Nachwuchsbereich des FC Zürich übernehmen werde.

### Nationalmannschaft
Magnin gab sein Debüt im Kader der Schweizer Fussballnationalmannschaft im August 2000. Im Sommer 2004 durfte er trotz mangelnder Fitness mit der Schweizer Nationalmannschaft zur Europameisterschaft 2004 nach Portugal fahren, kam jedoch nur zu einem kurzen Teileinsatz. Bei der Weltmeisterschaft 2006 in Deutschland war er als Stammspieler ebenso im Kader der Schweiz wie auch bei der Heim-EM 2008, obwohl er sich gut elf Wochen vor Turnierbeginn einen Bänder- und Kapselriss im linken Sprunggelenk zugezogen hatte.
Für die Weltmeisterschaft 2010 wurde Magnin für den verletzten Christoph Spycher nachnominiert, kam aber nicht zum Einsatz. Nach der WM 2010 beendete Magnin seine Nationalmannschaftskarriere.

## Trainerkarriere
Magnin gewann als Jugendtrainer mit dem FC Zürich 2016 die Schweizer U-18-Meisterschaft. Ausserdem war er im Sommer desselben Jahres kurzfristig Co-Trainer der ersten Mannschaft des FCZ und unterstützte das Team in dieser Funktion auch beim Sieg im Endspiel des Schweizer Cups 2015/16. Im Sommer 2017 wurde er Trainer der U-21-Mannschaft des Klubs.
Am 20. Februar 2018 übernahm Magnin bei den Profis des FC Zürich das Amt des Cheftrainers. Seinen persönlich grössten Erfolg als Trainer feierte er Ende Mai 2018 mit dem insgesamt zehnten Cupsieg des FC Zürich, welcher sein erster Cupsieg als Trainer war. Nach dem dritten Spieltag der Spielzeit 2020/21 trennte sich der Klub nach einem Fehlstart mit nur einem Punkt und einer Tordifferenz von 3:8 Toren von Magnin.
Anfang Januar 2022 übernahm er den österreichischen Bundesligisten SCR Altach, bei dem er einen Vertrag bis Juni 2023 unterschrieb. Die Altacher, die er als abgeschlagene Tabellenletzte übernommen hatte, führte er mit 16 Punkten in 14 Spielen noch auf den neunten Rang und somit zum Klassenerhalt. Nach der Erfüllung seiner «Mission» in Altach kehrte er zur Saison 2022/23, ein Jahr vor seinem Vertragsende in Vorarlberg, wieder in die Schweiz zurück, wo er den Zweitligisten FC Lausanne-Sport übernahm, bei dem er als Jugendlicher gespielt hatte.
Zur Saison 2025/26 wurde er als Nachfolger von Fabio Celestini Cheftrainer des FC Basel.

## Sonstiges
Magnins Stärken als Fussballer waren seine Dynamik, mit der er in der Lage war, Angriffe über die linke Seite zu lancieren, sowie seine kämpferische Einstellung. Dagegen gehörte er nicht zu den technisch versiertesten Spielern und hatte gewisse Schwächen in der Defensive, indem er bei seinen Vorstössen zum Teil seine defensiven Aufgaben vernachlässigte.
Magnin, der studierter Grundschullehrer ist, ist Vater dreier Kinder.

## Erfolge
Als Spieler
Mit dem SV Werder Bremen
- Deutscher Meister: 2004 (4 Einsätze)
- DFB-Pokal-Sieger: 2004

Mit dem VfB Stuttgart
- Deutscher Meister: 2007 (22 Einsätze)

Als Trainer
Mit dem FC Zürich
- Schweizer Cup-Sieger: 2018

## Bilder

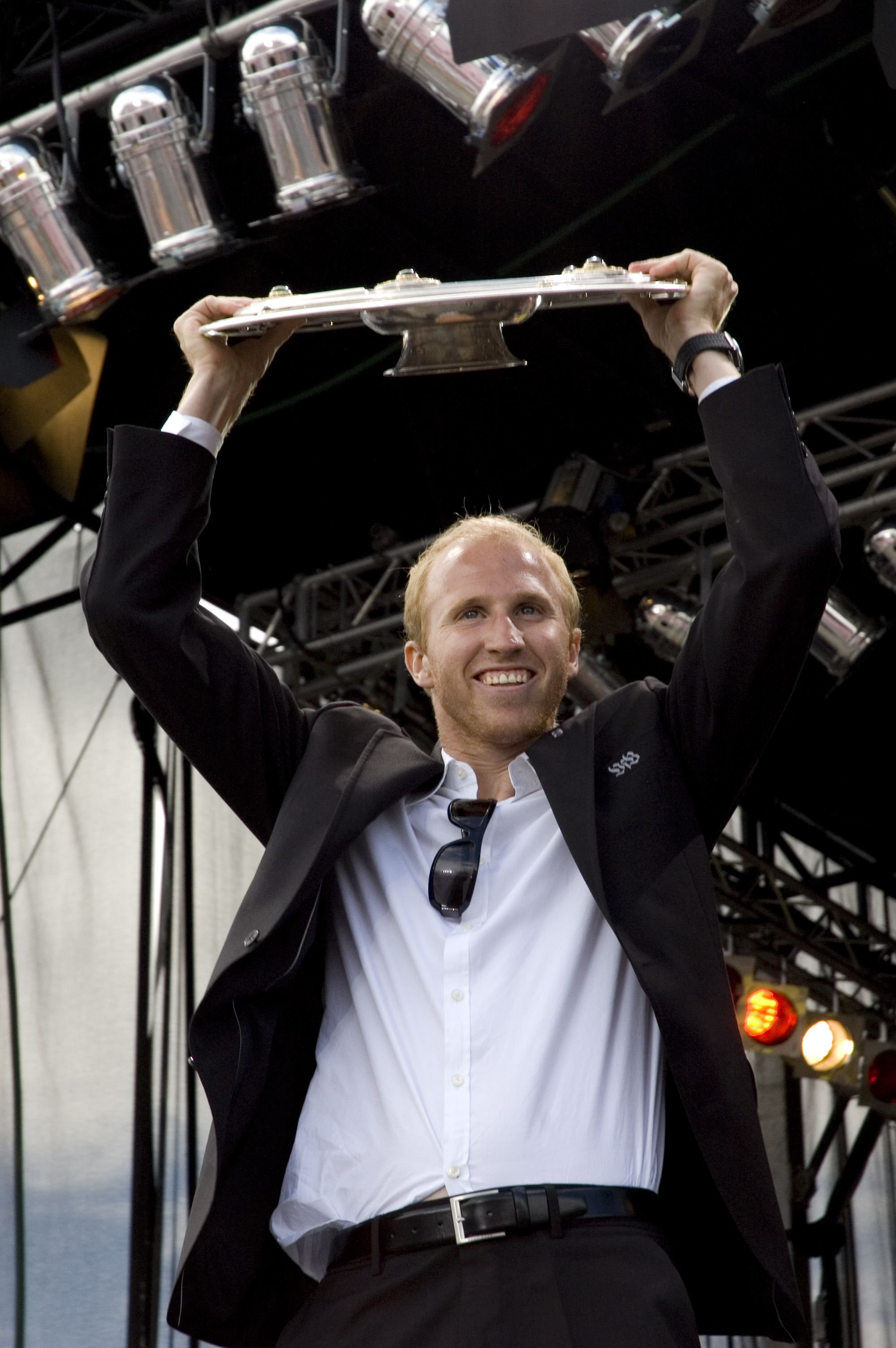
Meisterfeier des VfB 2007
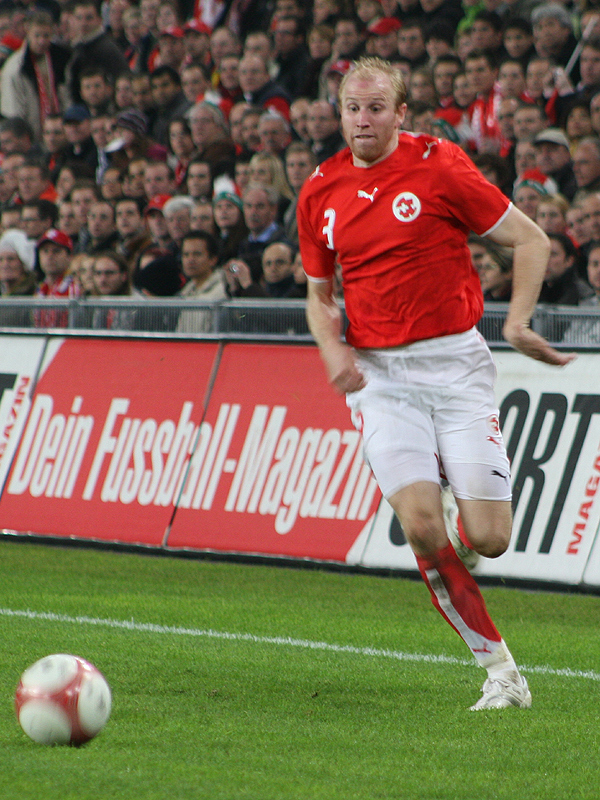
Magnin bei Schweiz – Brasilien
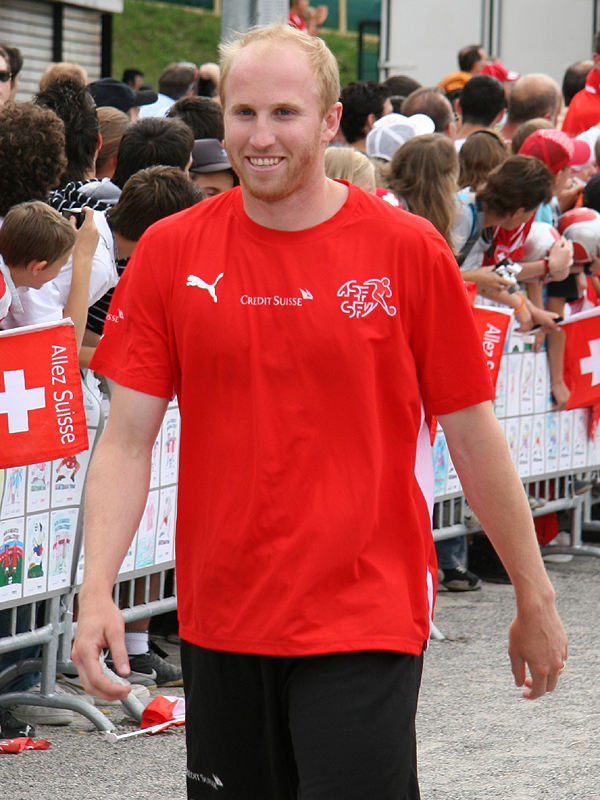
Ludovic Magnin im…
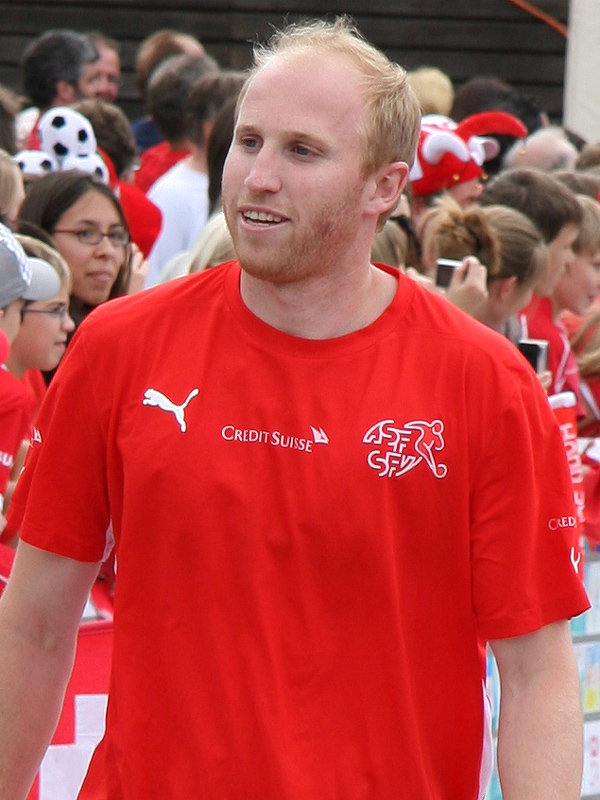
…Trainingslager der Schweizer…
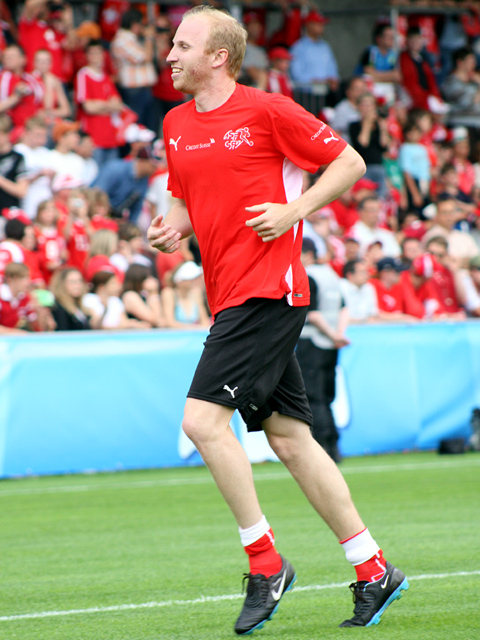
…Nati vor der Euro 08.